# Stalagmometr

Schemat stalagmometru

Stalagmometr – przyrząd do pomiaru napięcia powierzchniowego na granicy cieczy i gazu lub na granicy dwóch nierozpuszczalnych w sobie faz ciekłych. Składa się z pojemnika na ciecz podlegającą badaniu oraz kapilary z odpowiednio ukształtowanym (płasko oszlifowanym) zakończeniem zwanym stopką. Taka konstrukcja pozwala na powolny, swobodny wypływ zgromadzonej cieczy dyskretnymi porcjami – kroplami, tworzącymi się pod stopką kapilary i regularnie odrywającymi się od niej.

## Zasada działania
Pod wpływem ciśnienia hydrostatycznego słupa cieczy zgromadzonej w zbiorniku (lub innego źródła stałego ciśnienia) ciecz wydostaje się na zewnątrz stalagmometru przez kapilarę. Kapilara stawia płynącej cieczy na tyle duży opór hydrodynamiczny, by zapewnić powolny przepływ i umożliwić powolne narastanie kropli u wylotu kapilary. Kropla utrzymuje się tam dzięki siłom napięcia powierzchniowego, jednak jej stopniowo narastający ciężar staje się w pewnej chwili większy od tych sił, przez co kropla odrywa się od stopki stalagmometru. W chwili bezpośrednio poprzedzającej oderwanie się kropli, jej ciężar {\displaystyle N} staje się równy sile napięcia powierzchniowego, zatem wyznaczenie masy kropli pozwala na obliczenie wartości tej siły (stwierdzenie to jest znane jako prawo Tate'a).
Odrywająca się kropla tworzy prostopadłą do powierzchni stopki szyjkę (przewężenie) o promieniu {\displaystyle r,} większym od promienia wewnętrznego kapilary i mniejszym od promienia zewnętrznego stopki {\displaystyle R.} Siła napięcia powierzchniowego wytworzona przez szyjkę kropli jest równa iloczynowi napięcia powierzchniowego {\displaystyle \gamma } i obwodu szyjki, równego {\displaystyle 2\pi r,} zatem porównanie tej siły z ciężarem kropli {\displaystyle N} o masie {\displaystyle m} prowadzi do wzoru:
{\displaystyle N=mg=2\pi r\gamma .}
W praktyce, promień przewężenia odrywającej się kropli jest wielkością trudną do bezpośredniego zmierzenia, zatem zastępuje się go promieniem zewnętrznym stopki {\displaystyle R,} pomnożonym przez odpowiedni współczynnik empiryczny {\displaystyle k,} zależny od promienia wewnętrznego kapilary, objętości kropli i konstrukcji przyrządu:
{\displaystyle N=mg=2\pi kR\gamma .}

Najprostszy stalagmometr

Pomiar masy wykonywany jest przez ważenie określonej liczby kropel, natomiast współczynnik {\displaystyle k} odczytuje się z tabel kalibracyjnych przyrządu. W przypadku cieczy innej, niż uwzględniona w tabelach kalibracyjnych, pomiar taki jest obarczony dużym błędem, dlatego częściej stosuje się metody porównawcze z wykorzystaniem cieczy odniesienia (wzorcowej), o znanym, wcześniej wyznaczonym napięciu powierzchniowym. Korzysta się wówczas z zależności:
{\displaystyle {\frac {\gamma }{\gamma _{o}}}={\frac {n_{o}\rho }{n\rho _{o}}},}
gdzie:
{\displaystyle \gamma } i {\displaystyle \gamma _{o}} – odpowiednio, napięcia powierzchniowe cieczy badanej i cieczy odniesienia,
{\displaystyle n_{o}} i {\displaystyle n} – ilości kropli otrzymane z tej samej objętości obu cieczy,
{\displaystyle \rho } i {\displaystyle \rho _{o}} – gęstości cieczy odniesienia i badanej.

## Znaczenie
Stalagmometr pozwala na stosunkowo łatwe wyznaczenie napięcia powierzchniowego lub międzyfazowego (w przypadku dwóch różnych faz ciekłych), jednak wyniki pomiaru obarczone są dużymi błędami, zaś konieczność stosowania stabelaryzowanych poprawek ogranicza uniwersalność metody.
Podobną do stalagmometrii, lecz dokładniejszą i bardziej uniwersalną metodą pomiaru napięcia powierzchniowego jest metoda wiszącej kropli (ang. pendant drop), w której informacje o napięciu powierzchniowym uzyskiwane są na podstawie komputerowej analizy zarejestrowanego fotograficznie obrazu kropli zwisającej z zakończenia kapilary.
Inną metodą o dokładności pomiarów znacznie przewyższającej klasyczne stalagmometry jest użycie płytki Wilhelmiego lub pierścienia Du Nouya w połączeniu z wyspecjalizowaną wagą lub dynamometrem.